# Institut Desgraff
Desgraff est une école privée située à Sherbrooke et à Longueuil au Canada, centrée sur la formation d’artistes ainsi que de programmeurs en arts numériques : animation 3D, animation 2D et programmation de moteurs de jeux 3D.

## Historique
L’entreprise tire ses origines de Création Multi-Jeux (1977), ensuite renommé Desgraff studio (1980), fondée par Denis Deschênes, père de David Deschênes l’actuel directeur général de l’Institut. Celui-ci a fait sa réputation dans le domaine de la conception d’images corporatives dans la région de Montréal.[réf. nécessaire] David Deschênes est programmeur analyste et a une expérience significative en électronique. Il évolue dans le milieu du 2D/3D et de la programmation depuis les années 2000.
À partir de 1999, Desgraff propose des cours de programmation de jeux et d'infographie 2D/3D et le développement de son moteur 3D
En 2000, David Deschênes modifie la gamme de produits et de services de Desgraff, notamment en matière d’infographie et de programmation de moteurs 3D et des conceptions artistiques pour plusieurs clients, tel que: le Cégep de Sherbrooke et la société Ford[réf. nécessaire]. En 2006, Desgraff décide de lancer une école de formation dédiée entièrement aux besoins de formation de l’industrie du 2D, 3D et du jeu vidéo, l'école est renommée Institut Desgraff en octobre 2007. Les premiers cours débutent en mai 2008.
Devant le succès de la méthode d’enseignement, l'Institut Desgraff ouvre en 2011 un établissement sur la Rive-Sud de Montréal, à Greenfield Park.
L'institut doit, à cause d'un manque d'inscription, fermer ses portes à Sherbrooke en juillet 2019 et un mois plus tard, déclare faillite et ferme définitivement son établissement de Longueuil en août 2019.

## Industrie des arts numérique
Desgraff est membre de l’International Game Developers Association (IGDA) depuis 2000.
Dans l’objectif de rester en prise avec les besoins de l’industrie des arts numériques, l’Institut Desgraff organise annuellement des rencontres avec les professionnels pour échanger sur les dernières tendances de manière à mettre à jour les contenus de cours.
L’Institut Desgraff héberge dans ses locaux de Longueuil le Musée du jeu vidéo du Québec sur la base d’une collection privée. Le contenu de ce musée permet de donner une base culturelle aux étudiants de l’Institut et aux visiteurs externes.